# Gömmarens naturreservat
Gömmarens naturreservat ligger i västra Huddinge kommun söder om Stockholm. Naturreservatet begränsas i norr av Segeltorp och Vårby, i öster av Snättringe, i söder av Fullersta och Glömsta och i väst av Masmo. Reservatet, som har sitt namn efter sjön Gömmaren, bildades år 1995 och utökades år 2010. Markägare är Huddinge kommun och privatpersoner. Genom området sträcker sig Gömmarrundan och en del av Huddingeleden.

## Historia
De äldsta spåren efter människor i Gömmarområdet är från jägarstenåldern och mellan 8 000 och 9 000 år gamla. Fynd från stenåldern (pilspetsar av kvarts och andra redskap) har gjorts runt sjön Gömmaren. Vid den här tiden var Östersjöns vattennivå 50–60 meter högre än idag och Södertörn var ett skärgårdslandskap. Gömmaren var då en fjärd av Östersjön och här bosatte sig människor på jakt efter fisk, säl och sjöfågel. Lämningar efter en stenåldersboplats finns i sluttningen vid nordöstra sida om sjön (RAÄ-nummer: Huddinge 257:1).
Från bronsåldern eller äldre järnåldern har man hittat lämningar strax utanför Gömmarområdet, i Gömmardalen. På yngre järnåldern fanns bosättningar vid Glömsta och Fullersta.
På 1600-talet existerade många torp i området. Idag finns boställena Kolartorp, Fullersta kvarn och Dammtorp kvar och längst uppe i norr, i skogskanten mot Segeltorp, kan man hitta tegelstensrester efter torpet Spikborn. Fullersta kvarn var i drift från 1600-talet fram till 1800-talets slut. Av kvarnen återstår idag bara grunden av gråsten och kvarndammen. Dammtorp är beläget vid bäcken som rinner mellan Gömmaren och Fullersta kvarn. Idag är bostadshuset om- och tillbyggt. Dessa äldre torpställen ligger visserligen inom reservatet men underligger inte reservatsbestämmelserna.
Under medeltiden och fram till 1600-talets mitt gick Göta landsväg förbi söder om Gömmaren, rester av denna vägsträckning är dagens Gamla Stockholmsvägen.

### Bränder
Den 15 juni 2023 startade en brand i reservatet, mellan Brandvägen och sjön Gömmaren. Branden omfattade omkring en hektar. Den 22 juni 2025 startade en brand på omkring 6 000 kvadratmeter i reservatet.

## Naturreservatet
- Gömmarens naturreservats yta: 768 hektar (varav 20 består av vatten i sjön Gömmaren)
- Inom Gömmarens naturreservat finns "Natura 2000-området" Fullersta kvarn med en area av totalt 3,8 ha.
- Sjön Gömmaren avvattnas av Fullerstaån. Fullerstaåns vatten når via Tyresåns sjösystem slutligen Kalvfjärden i Östersjön vid Tyresö slott.
- Ett annat utflöde från Gömmarens naturreservat är Gömmarbäcken, som rinner genom Stockholms läns tredje djupaste bäckravin, Gömmarravinen, på åtta meter för att slutligen rinna ut i Mälaren vid Vårby.

Området har stor betydelse för friluftslivet, då det ligger i anslutning till flera bebyggda delar av Huddinge kommun (Masmo, Kungens kurva, Segeltorp, Snättringe, Fullersta, Glömsta med flera). Många skolor, förskolor och fritidshem finns vid kanten till området. Två tunnelbanestationer (Skärholmen och Masmo) samt en busslinje finns i närheten.
Gömmarens naturreservat är lämpligt för vandring, skidåkning och bad. Genom naturreservatet leder en asfalterad brandutryckningsväg från Källbrink till Kungens kurva.

## Motionsspår
Det finns fyra markerade motionsspår i Gömmarens naturreservat:
- Röd markering ― 3,5 km
- Gul markering ― 5,0 km
- Grön markering ― 10,5 km
- Svart/vit markering ― 15,4 km

Utöver dessa sträcker sig delar av Huddingeleden (orange markering, ca 6 km) genom naturreservatet, mellan Tjädervägen i nordost och Snickarkrogsvägen i sydväst. Det finns även ett elljusspår om 2,7 km samt den 3,5 km långa Gömmarrundan.

## Bilder

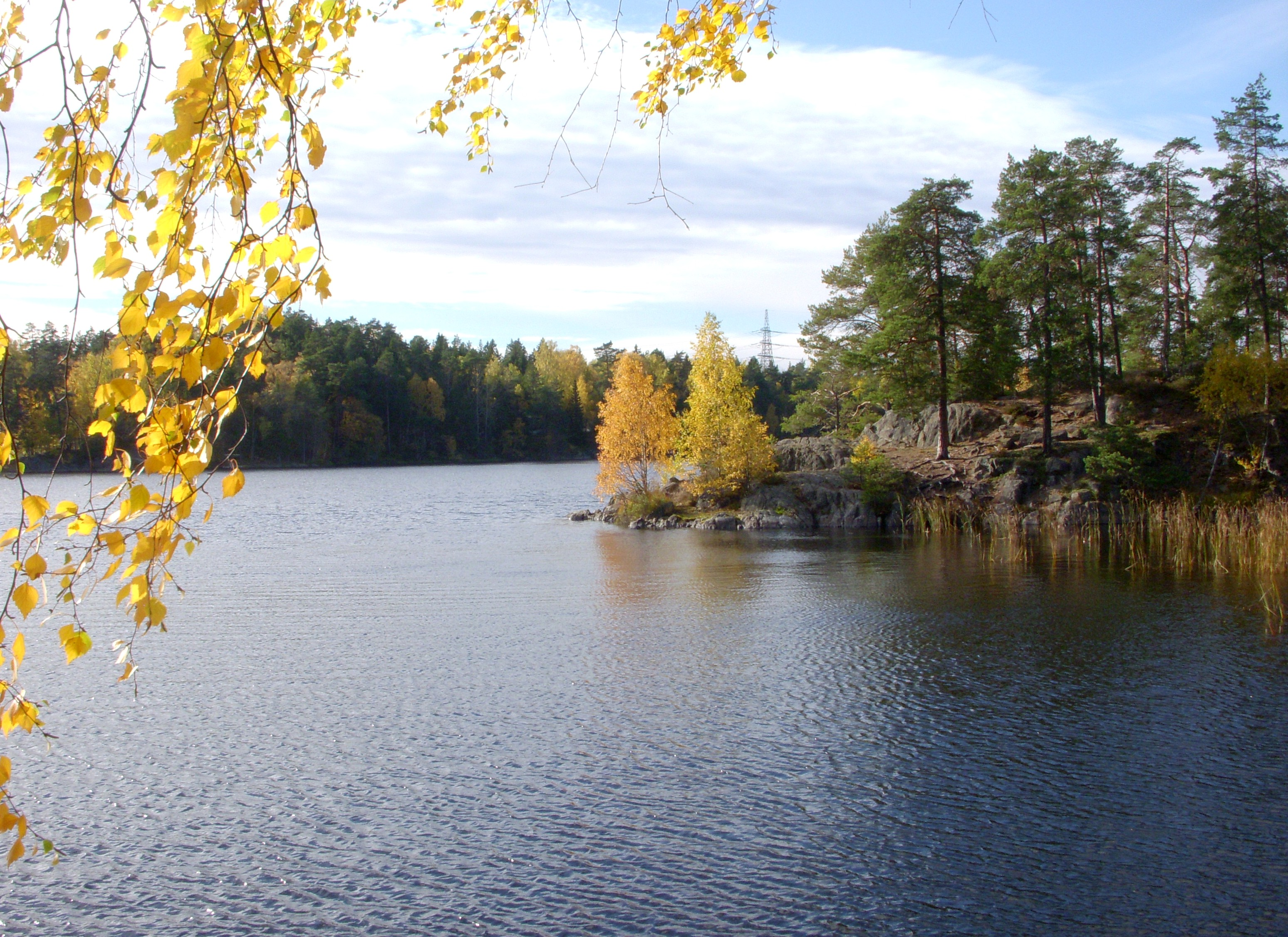
Gömmaren.
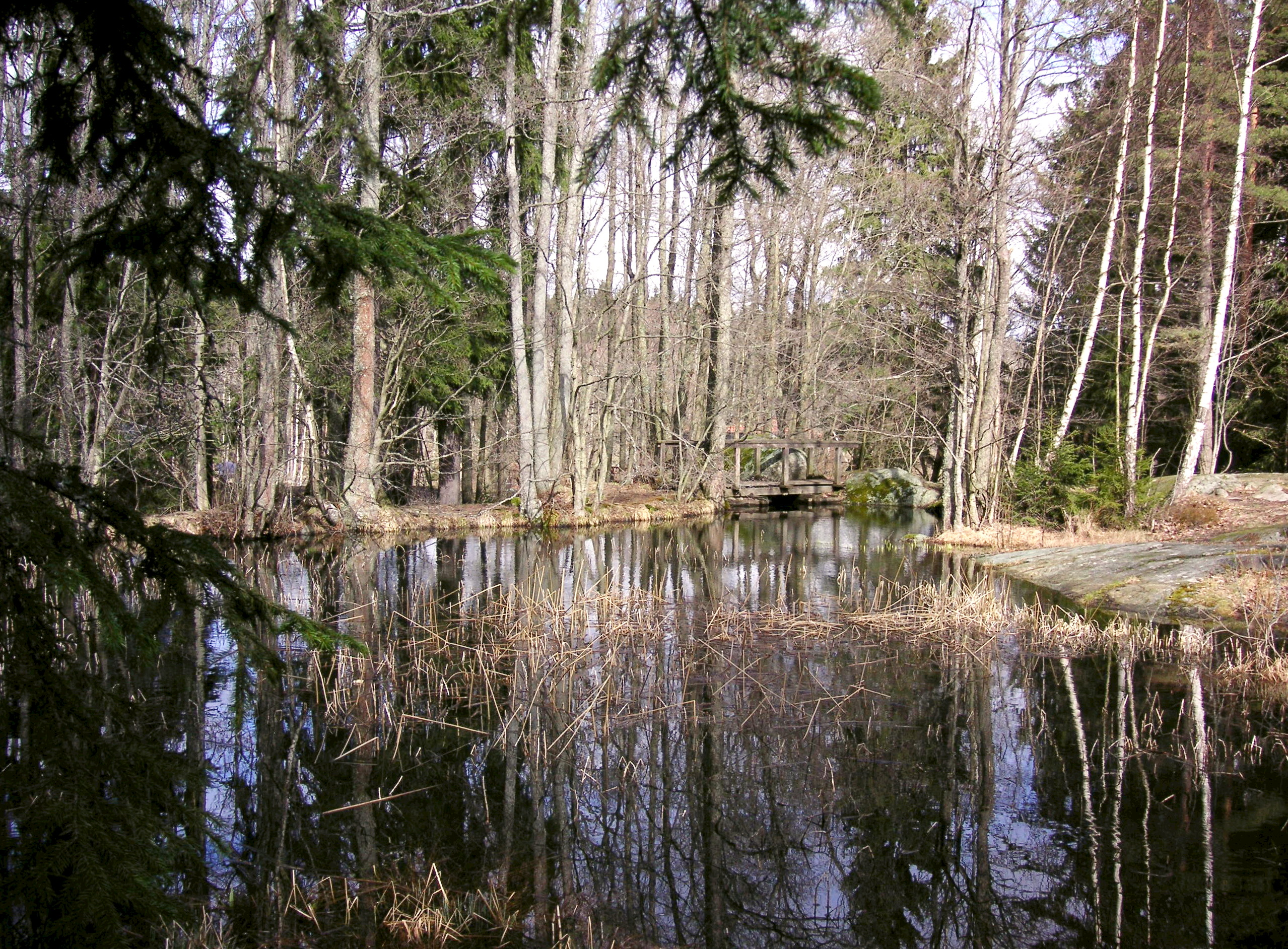
Fullersta kvarns kvarnsjö.
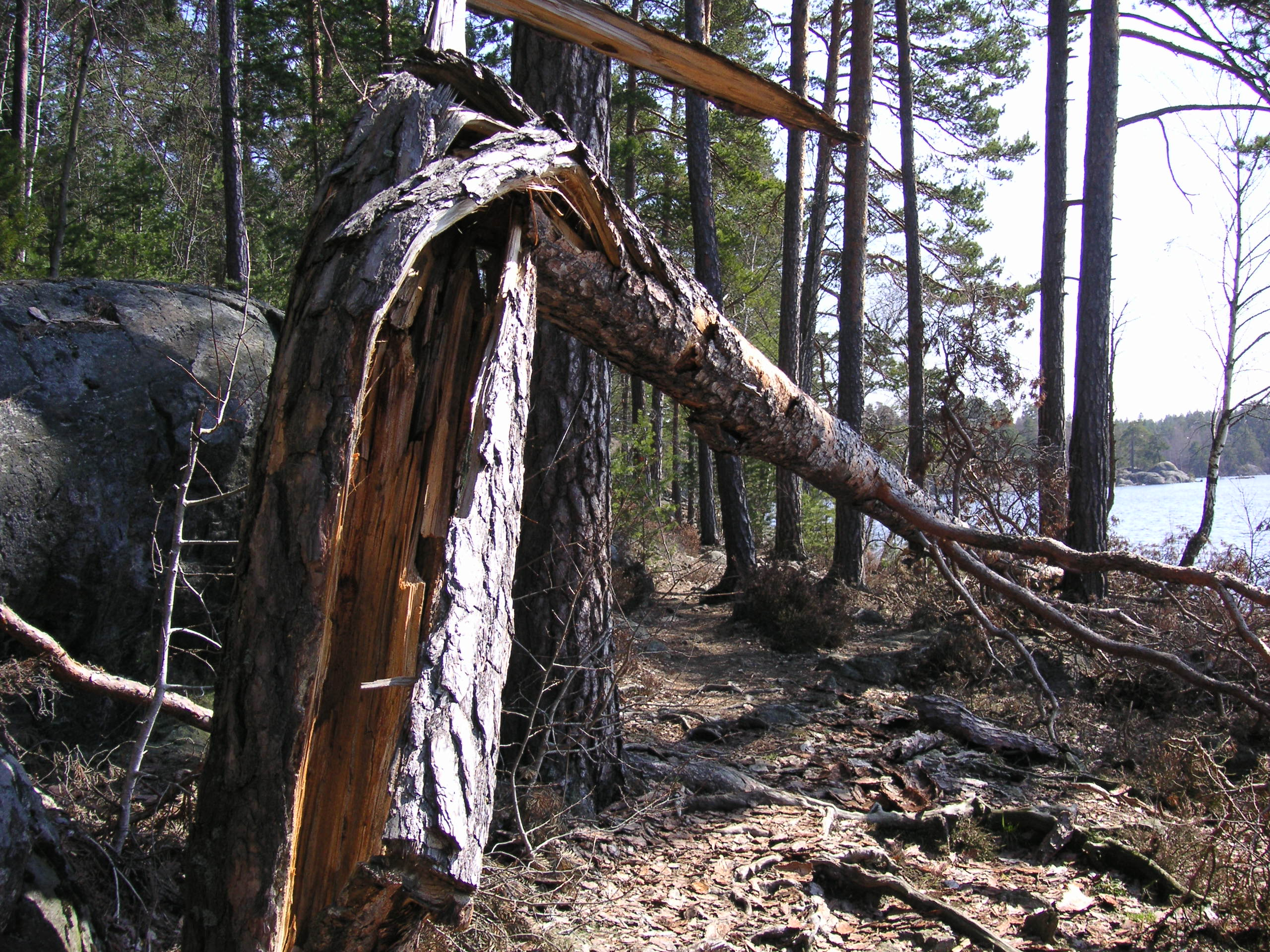
Huddingeleden vid Gömmaren.
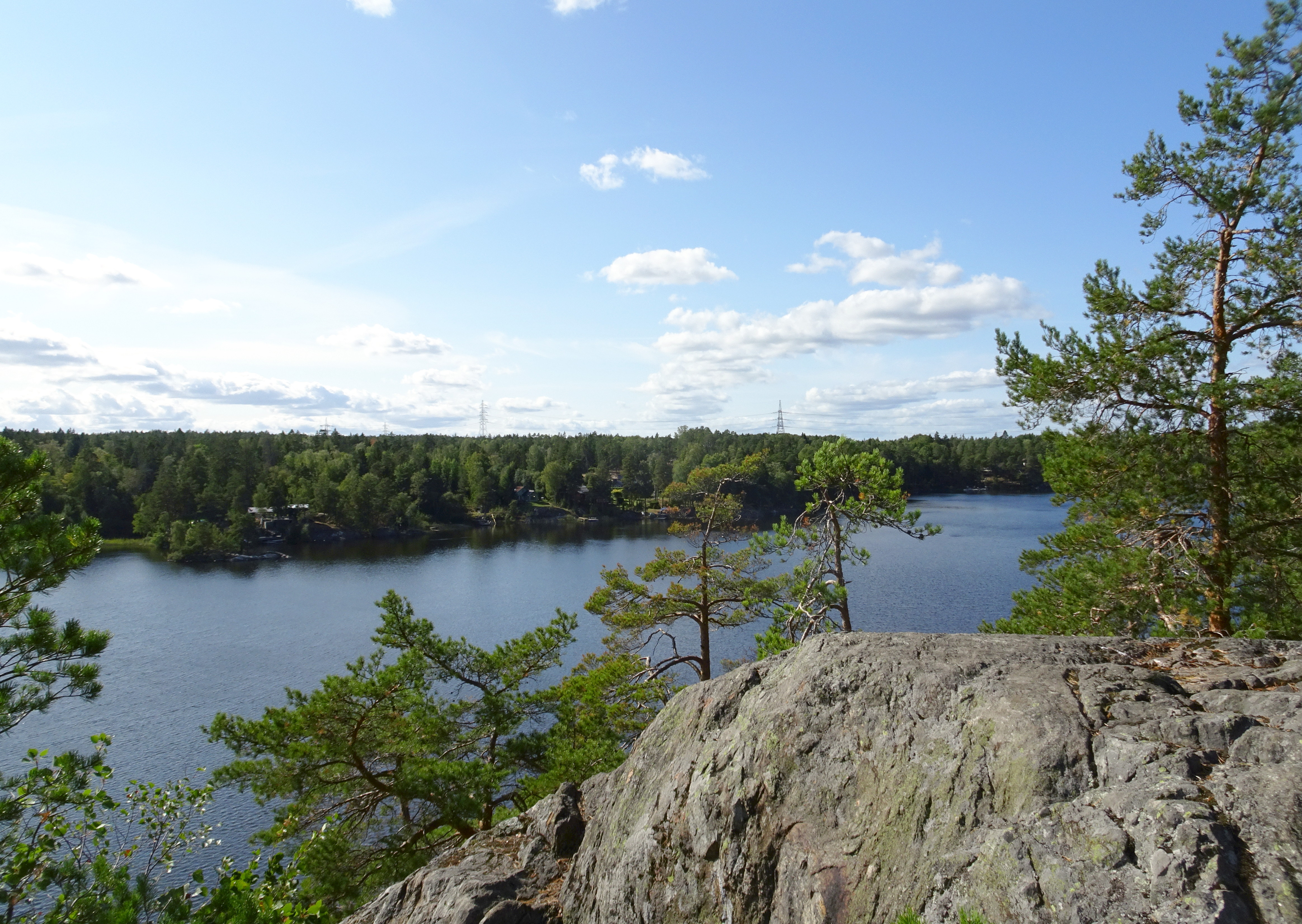
Vy över Gömmaren från Utsiktsberget.